# José María Cazalis Eiguren
José María Cazalis Eiguren, né le 23 juillet 1961, est un homme politique espagnol membre du Parti nationaliste basque.

## Biographie

### Carrière politique
Il est maire de Lekeitio de 2003 à 2011 et conseiller municipal d'opposition à partir de 2011.
Le 20 novembre 2011, il est élu sénateur pour Biscaye au Sénat et réélu en 2015 et 2016.
Au Sénat, il est membre suppléant de la députation permanente.